# Orimarga nudivena
Orimarga nudivena là một loài ruồi trong họ Limoniidae. Chúng phân bố ở miền Cổ bắc.